# Józef Grenda
Józef Grenda (ur. 28 lutego 1916 w Czarkowach, zm. 6 stycznia 1990) – polski chirurg, profesor medycyny, wiceminister zdrowia.

## Życiorys
Józef Grenda urodził się w Czarkowach w ówczesnym powiecie pińczowskim w 1916. Egzamin maturalny zdał w 1936, po czym w latach 1937–1938 ukończył dywizyjny kurs podchorążych rezerwy w Kielcach i pierwszy rok studiów na wydziale lekarskim Uniwersytetu im. Piłsudskiego.
Jako podoficer 2 pułku piechoty Legionów z Sandomierza brał udział w wojnie obronnej w 1939. Na wieść o inwazji radzieckiej próbował popełnić samobójstwo, ale został odwiedziony od tego przez starszego kolejarza. Po klęsce armii wrócił do domu.
W 1947 ukończył studia medyczne na Uniwersytecie Jagiellońskim i zrobił specjalizację w dziedzinie chirurgii, a w 1959 obronił pracę doktorską.
W latach 1953–1954 prowadził oddział chirurgiczny w szpitalu Polskiego Czerwonego Krzyża w Korei Północnej. Początkowo działał on za linią frontu, by z czasem przekształcić się w szpital cywilny, który następnie przeniesiono do miasta Hamhŭng. Szpital ten istnieje do dziś i przez miejscową ludność nazywany jest „polskim”.
W 1960 został dyrektorem szpitala w Starachowicach i ordynatorem oddziału chirurgii w tej jednostce. Następnie został przeniesiony do Szpitala Wojewódzkiego w Kielcach. Po uzyskaniu habilitacji został powołany na podsekretarza stanu w Ministerstwie Zdrowia, a następnie został wiceministrem i otrzymał nominację na profesora nadzwyczajnego. Na stanowisku wiceministra pozostał do 1980.
Po wprowadzeniu stanu wojennego został internowany w Aninie, potem w Drawsku Pomorskim. W czasie lotu do Drawska helikopter zapalił się, a przewożeni nim ludzie oczekiwali na mrozie na inną maszynę. Po tym zdarzeniu został hospitalizowany w Drawsku w związku z zapaleniem płuc. Ze względu na stan zdrowia został zwolniony z internowania i wrócił do pracy zawodowej.
W trakcie wykonywania operacji doznał udaru mózgu połączonego z porażeniem połowiczym. Ostatnie lata życia spędził na wózku inwalidzkim. Zmarł w styczniu 1990, pochowano go na Cmentarzu Komunalnym Północnym w Wólce Węglowej.